# Junkers Ju 388
O Junkers Ju 388 Störtebeker foi um avião de caça multiuso alemão durante a Segunda Guerra Mundial. Baseado no Ju 88 e no Ju 188, diferenciava-se dos seus antecessores por ter sido construído para operar em grandes altitudes, tendo sido equipado com uma cabine pressurizada. O Ju 388 foi introduzido na Luftwaffe numa fase muito tardia da guerra, e com a existência de problemas que advinham da condição económica alemã, poucas unidades foram construídas.